# Black Creek (condado de Outagamie, Wisconsin)
Black Creek es un pueblo ubicado en el condado de Outagamie en el estado estadounidense de Wisconsin. En el Censo de 2010 tenía una población de 1.259 habitantes y una densidad poblacional de 13,88 personas por km².

## Geografía
Black Creek se encuentra ubicado en las coordenadas 44°27′34″N 88°26′29″O / 44.45944, -88.44139. Según la Oficina del Censo de los Estados Unidos, Black Creek tiene una superficie total de 90.73 km², de la cual 90.63 km² corresponden a tierra firme y (0.11%) 0.1 km² es agua.

## Demografía
Según el censo de 2010, había 1.259 personas residiendo en Black Creek. La densidad de población era de 13,88 hab./km². De los 1.259 habitantes, Black Creek estaba compuesto por el 96.9% blancos, el 0.16% eran afroamericanos, el 0.56% eran amerindios, el 0.56% eran asiáticos, el 0% eran isleños del Pacífico, el 0.08% eran de otras razas y el 1.75% pertenecían a dos o más razas. Del total de la población el 0.4% eran hispanos o latinos de cualquier raza.